# Truismes (œuvre de Jenny Holzer)
 (décembre 2017).
 (décembre 2017).
- Si vous ne connaissez pas le sujet, laissez ce bandeau (vous pouvez alors contacter les auteurs).
- Si vous supprimez le contenu mis en cause (vous pouvez préalablement contacter les auteurs),

argumentez précisément cette suppression dans la page de discussion
(un manque de référence n'est pas un argument ; une recherche réelle de référence doit avoir été effectuée, être formellement documentée).
Pour les articles homonymes, voir Truismes.
Truisms est une série qui a été produite durant les années 1977 jusqu'à 1979 par Jenny Holzer.
Elle regroupe plus de 250 phrases qui font réfléchir sur la société occidentale. En 1982, l'arrivée des lumières DEL sur les écrans publicitaires permet à Holzer de diffuser son message à une plus grande échelle. L'artiste expose ses phrases qui suscitent la réflexion auprès du public dans le quartier Times Square à New York.  C'est grâce à cette œuvre qui figure parmi ses premières, que Jenny Holzer parvient à laisser son empreinte et est désormais reconnue dans la communauté artistique.

## Biographie
Née le 29 juillet 1950, Jenny Holzer est une artiste conceptuelle faisant partie du mouvement Pop Art, fascinée par les auteures féministes libérées du patriarcat. Holzer a été aussi membre du groupe d'artistes nommé Colab, formé en 1977.
Elle commence son parcours artistique à l’université de l’Ohio et est diplômée en 1972 en tant que bachelière en beaux-arts. Plus tard, Jenny effectue une Maîtrise en beaux-arts dans le programme de peinture au Rhode Island School of Design. Elle sort diplômée en 1975. Finalement, en 1976, Holzer s’inscrit au Independant Study Program au Whitney Museum of American Art à New york . Elle entame cette même année le projet Truisms, et garde par la suite le langage comme outil de provocation.
En 1989, Jenny Holzer est la première femme artiste à représenter les États-Unis à la Biennale de Venise. Elle remporte aussi le Leone D'Oro grâce à son œuvre Mother and Child.

## L'œuvre
Le projet Truisms est décrit comme un regroupement de 250 phrases courtes, classées dans l'ordre alphabétique, réalisées par Jenny Holzer elle-même.
Ces phrases donnent des conseils de vie à partir des expériences de l'artiste : celles-ci amènent une réflexion sur la société occidentale. Ces proverbes peuvent être choquants, contradictoires, provocateurs et même parfois amusants. Le sentiment que ressent le spectateur face à ces mots est individuel[réf. souhaitée]. Parmi les 200 propos, certains peuvent se contredire, mais dans l'unique but d'atteindre un plus grand nombre de spectateurs. Chaque spectateur détient une histoire de vie unique qui influence son sentiment par rapport à la maxime qu'il vient de lire. L'artiste espère donc rejoindre un maximum de spectateurs grâce à au moins une phrase qui les ébranlera.
Au tout début, chaque phrase est publiée anonymement sous la forme d'affiches et de panneaux faits à la main. Ces œuvres se présentent écrites en noir sur fond blanc, puis collées sur des immeubles et des clôtures dans la ville de Manhattan. Les passants peuvent alors interagir avec l'artiste en écrivant leur commentaires sur l'œuvre même.  Par la suite, Holzer agrandit sa liste de médiums. Ses phrases sont gravées sur des bancs en pierre, des autocollants et des t-shirts.
C'est vers la fin des années 1980 que Jenny Holzer réussit à exposer pour la première fois sa série Truisms au London's Institute of Contemporary Arts.
Finalement, en 1982, l'arrivée des lumières LED sur les écrans publicitaires permet à Holzer de diffuser son message à une plus grande échelle. Grâce au Public Art Fund, Jenny expose neuf de ses 250 phrases à un intervalle de 40 secondes qui suscitent la réflexion du public dans le quartier Times Square à New York. De plus, Jenny utilise le corps des passants portant sur des chandails et des casquettes ses phrases, rappelant ainsi les techniques de publicités à des fins de consommation.
Holzer fut une des premières artistes à se servir du médium numérique pour dénoncer des enjeux politiques. À la suite de sa popularité, d'autres artistes créent des plateformes en ligne afin de partager leurs opinions politiques. Plusieurs de ses phrases issues de la série Truisms sont traduites en plusieurs langues afin d'atteindre un public encore plus large, dépassant les frontières des États-Unis.

## Interprétation
Généralement, les écrans à LED sont utilisés à des fins publicitaires. Ils ont pour but d'attirer l'œil des passants avec leur lumière et leurs mouvements. Même les passants qui ne regardent pas ces publicités savent à quoi servent ces écrans. En employant ces larges panneaux publicitaires lumineux pour exposer son œuvre à Times Square, Jenny Holzer prend par surprise le spectateur qui s'attend à voir une publicité. Elle vise un nouveau public puisqu'elle expose son art en dehors des musées. 
On comprend alors l'importance du médium choisi. En effet, l'impact sur le public ne serait pas le même si ses textes avaient continué à s'inscrire sur des affiches de papier. De plus, les médias numériques prennent de plus en plus de place dans la société à la fin du XXe siècle : il n'est donc pas étonnant que Jenny Holzer utilise un médium numérique afin de capter l'attention du public. L'auteur de Truisms fait preuve de minimaliste par la simplicité de ses maximes qui sont directes et claires. Il y a donc un contraste entre le message abrupt et simple contenu dans le médium lumineux qui attire notre attention. 
Par la suite en 1989, Jenny Holzer expose au musée Guggenheim de New York. Elle expose de nouvelles de séries (Inflammatory Essays, Survival, The Living Series, The Survival Series, Under a Rock, Laments, Child Text ) en plus de Truisms tout le long du mur intérieur qui constitue la rampe de Frank Lloyd Wright. Toujours sous forme numérique, l'artiste nous expose ses textes colorés à travers des bandes lumineuses à fond noir qui défilent dans la salle. Jenny Holzer adapte son art selon l'environnement où elle expose. Il peut, soit se fondre dans le cadre  avec les autres publicités dans le quartier Times Square, soit ressortir dans le musée Guggenheim de New York grâce au décor moderne et épuré qui l'accompagne.     

## Aujourd'hui

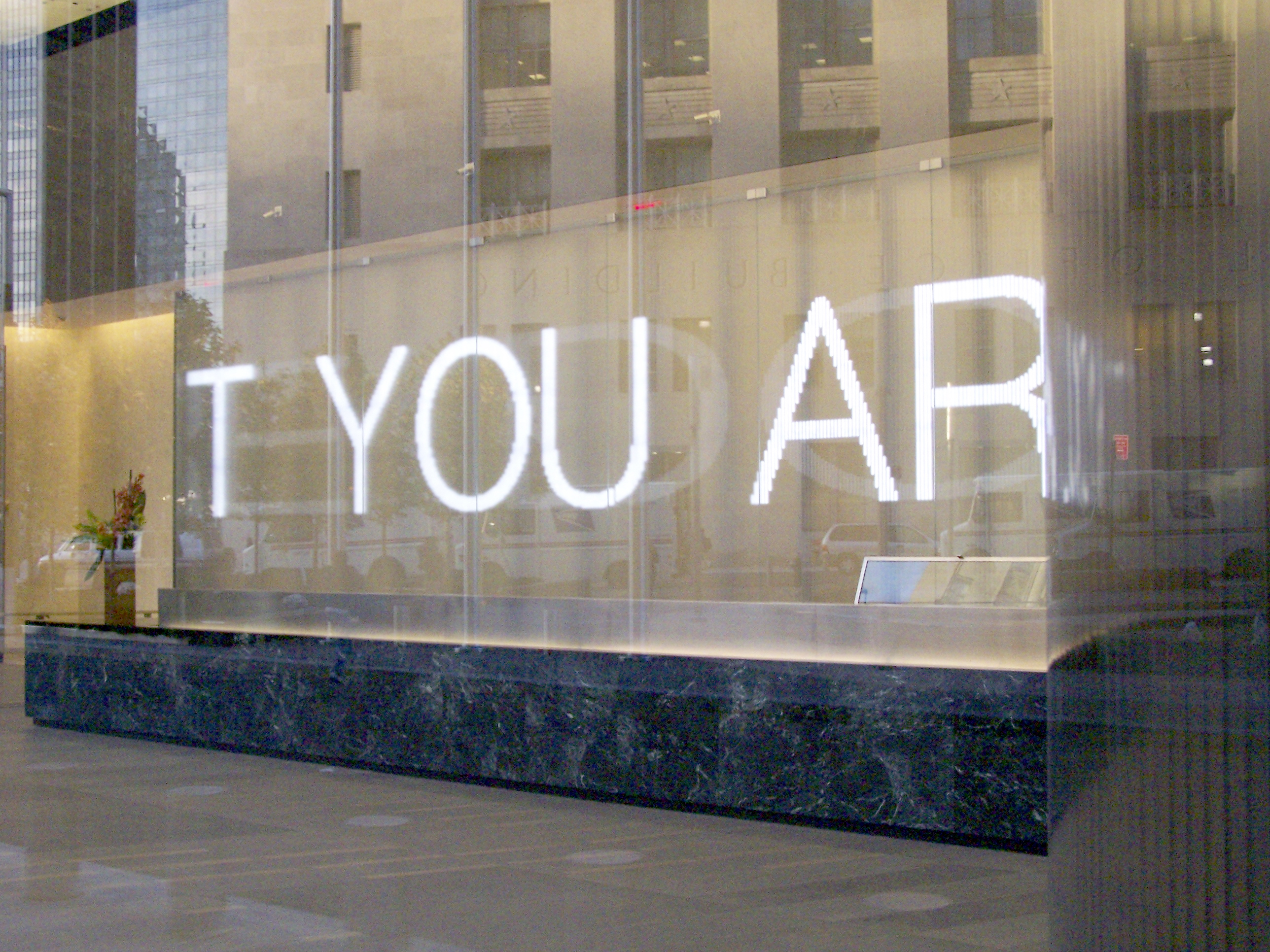
Œuvre au 7 World Trade Center à New York en 2006

En 2017, 40 ans après, l'œuvre de Jenny Holzer reste encore pertinente[réf. nécessaire]. Truisms nous démontre[Interprétation personnelle ?] que les préoccupations et les enjeux des années 1970, n'ont presque pas changé aujourd'hui. Ces proverbes continuent à ébranler les spectateurs qui les lisent[Interprétation personnelle ?] alors qu'elles sont dans des musées ou projetées sur des bâtiments publics.

#### Monographie
- Marie-Laure Bernadac, Jenny Holzer OH : [catalogue d'une exposition / tenue au] CAPC Musée d'art contemporain de Bordeaux, du 1er juin au 2 septembre 2001, Bordeaux : CAPC Musée d'art contemporain de Bordeaux, 2001.
- Cliff Lauson, Light Show, Cambridge (Massachusetts), The MIT Press, 2013.
- Elizabeth A.T. Smith, Jenny Holzer, Ostfildern (Allemagne), Hatje Cantz, 2008.

#### Article
Alice Van Der Klei, « Les truismes de Jenny Holzer, ou la fluidité des mots », Spirale, numéro 236, p. 35-36, 2011.